# Eric Djemba-Djemba
Eric Daniel Djemba-Djemba (født 4. maj 1981 i Douala, Cameroun) er en fodboldmidtbanespiller, der i øjeblikket spiller for den skotske klub St. Mirren og Camerouns fodboldlandshold

## Biografi
Djemba-Djemba blev kendt under sin tid i Nantes, Frankrig. Hans imponerende præstationer som en ilter og kompromisløs tackler for den franske klub indbragte ham i sommeren 2003 et drømmeskifte til Manchester United for £ 3.5 millioner som en mulig efterfølger til Roy Keane, som på daværende tidspunkt var nået en alder af 32.
Ved sin ankomst til England var Djemba-Djemba fuldstændig ukendt for mange fans og eksperter. Men allerede i sin debut mod Arsenal FC i FA Community Shield gjorde han sig bemærket for sin ultra-aggressive spillestil, og han efterlod et aftryk – i bogstaveligste forstand – på Arsenals Sol Campbell med en typisk uregerlig stempling, som Arsène Wenger kaldte "uanstændig".
I sine 18 måneder på Old Trafford, havde Djemba-Djemba svært ved at vise vedvarende form på trods af sine fodboldmæssige evner, og han etablerede sig aldrig som en spiller, der var i stand til at udfylde anfører Roy Keanes sko. Det hjalp ikke Djemba-Djembas sag, at Manchester United var i en overgangsfase, og som en del af rotationssystemet måtte han hele tiden finde sig i at dele pladsen med en række andre potentielle bejlere til Keanes faste plads på midtbanen. Han scorede dog på et fremragende lop mod Leeds United i Liga Cupen. Ved stillingen 2-2 og 3 minutters forlænget spilletid ramte Djemba-Djemba et hjørnespark fra Quinton Fortune første gang, så bolden buede over Leeds målmand Paul Robinson og sikrede United en 3-2 sejr og adgang til næste runde.
Djemba-Djemba blev solgt til Aston Villa FC i januar 2005 for 1,5 mio £ (et 2 millioner pund tab). Skiftet hjalp dog ikke meget til at genoprette spillerens ry, da han havde vanskeligt ved at komme forbi Gavin McCann og Steven Davis i Villa's hakkeorden på midtbanen. Efter at være blevet benyttet én gang som sen udskifter under Astons Villas nye manager, Martin O'Neill, blev Djemba-Djemba i januar 2007 lånt ud til Championship-klubben Burnley for resten af sæsonen.
Djemba-Djemba fik sin første optræden for Burnley FC den 13 januar 2007 mod Southampton FC, hvor han spillede alle 90 minutter. Tidligt i sin tid på Turf Moor, blev Djemba-Djemba udvist efter to gule kort mod Derby County. Han imponerede dog med sit dygtige og effektive spil under udlånet.
I løbet af juli 2007 pegede alle tegn på, at Djemba-Djemba skulle forlade Villa Park. Han var det eneste medlem af førsteholdet, som ikke kom med på den nordamerikanske turné, og den 2. august 2007, blev Djemba-Djemba's kontrakt opsagt af Aston Villa. Herefter spillede Djemba-Djemba en enkelt sæson for Qatar SC.
Den 16. juli 2008 underskrev Djemba-Djemba en 3-årig kontrakt med OB (Odense Boldklub). Han fik sin debut mod sin tidligere klub, Aston Villa, i Intertoto Cup. OB spillede 2-2 i den kamp, men tabte 1-0 på udebane og røg dermed ud af kampen om en plads i UEFA Cuppen. Djemba-Djemba har siden forlænget sin kontrakt med OB for yderligere ét år. Ved forlængelsen fremhævede han bl.a. at sportslig koordinator Michael Buchholtz var en af årsagerne til dette.
Djemba-Djemba var desuden medlem af den camerounske hold, der vandt i 2002 African Nations Cup og finaledeltagere mod Frankrig i FIFA Confederations Cup 2003. Han optrådte også ved VM i fodbold 2002.